# Barry Pepper
Pour les articles homonymes, voir Pepper.
Barry Pepper est un acteur canado-américain, né le 4 avril 1970 à Campbell River (Colombie-Britannique).
Il se fait connaître pour ses nombreux seconds rôles dans de grosses productions hollywoodiennes, ayant notamment été à l'affiche de trois longs métrages nommés pour l'Oscar du meilleur film : Il faut sauver le soldat Ryan, La Ligne verte et True Grit.

## Biographie

### Jeunesse et formation
Barry Robert Pepper naît le 4 avril 1970 à Campbell River, en Colombie-Britannique.
Il prend des cours d'acteur à l'Actors Studio, à Vancouver[Quand ?][réf. nécessaire].

### Carrière
Au début des années 1990, Barry Pepper fait ses premières armes dans les téléfilms A killer among friends (1992), Johnny's girl (1995) et Le Titanic (1996) avant de s'illustrer au cinéma dans la comédie familiale suisso-canadienne Urban safari (id.) et le film d'action Firestorm (1998).
Son premier rôle majeur est celui du sniper Daniel Jackson dans Il faut sauver le soldat Ryan (1998). Il est ensuite successivement agent de la NSA dans Ennemi d'État (1998), gardien de prison dans La Ligne verte (1999), jeune et héroïque chasseur dans Battlefield Earth (id.). Son visage taillé à la serpe et son physique émacié deviennent familiers au grand public.
En 2002, il est nommé aux Emmy Awards et aux Golden Globes pour sa prestation dans le téléfilm 61*. Il figure, tout comme Vin Diesel et Seth Green, parmi Les Hommes de main du duo de scénaristes Koppelman / Levien. Il joue à nouveau les seconds rôles dans un film de guerre, cette fois au côté de Mel Gibson, dans Nous étions soldats de Randall Wallace (2001), avant de donner la réplique à Edward Norton et Philip Seymour Hoffman dans La 25e Heure de Spike Lee.
Il se fait remarquer par Tommy Lee Jones, qui l'invite en 2004 à entreprendre avec lui le périple initiatique de Trois enterrements, et tourne en 2006 sous la direction de Clint Eastwood, dans le film Mémoires de nos pères. On le retrouve ensuite dans Blackout (Unknown) de Simon Brand, et aux côtés de Will Smith dans Sept vies (2009).
En 2010, il est présent dans le film des frères Coen True Grit et incarne Robert F. Kennedy dans la mini-série télévisée Les Kennedy. Ce dernier rôle lui vaut de remporter en 2011 le Primetime Emmy Award du meilleur acteur dans une mini-série ou un téléfilm.
Il est aussi le rival de Russel Crowe aux élections municipales de New York, dans Broken City en 2013.

### Vie privée
Barry Pepper est marié depuis 1997, et père d'une fille nommée Annaliese (née en 2000).

## Filmographie

### Cinéma
- 1996 : Urban Safari de Reto Salimbeni : Rico
- 1998 : Il faut sauver le soldat Ryan (Saving Private Ryan) de Steven Spielberg : Daniel Jackson
- 1998 : Firestorm de Dean Semler
- 1998 : Ennemi d'État (Enemy of the State) de Tony Scott : David Pratt
- 1999 : La Ligne verte (The Green mile) de Frank Darabont : Dean Stanton
- 1999 : Battlefield Earth (Battlefield Earth: A Saga of the Year 3000) de Roger Christian : Jonnie Goodboy Tyler
- 2000 : We All Fall Down de Martin Cummins : John
- 2001 : Le Dernier Château (The Last Castle) de Rod Lurie
- 2001 : Nous étions soldats (We were soldiers) de Randall Wallace : Joseph L. Galloway
- 2002 : La 25e Heure (The 25th hour) de Spike Lee : Frank Slaughtery
- 2002 : Arrête-moi si tu peux (Catch Me If You Can) de Steven Spielberg : coursier à l'aéroport de Miami
- 2003 : The Snow Walker de Charles Martin Smith : Charlie Halliday
- 2003 : Les Hommes de main (The Knockaround guys) de David Levien et Brian Koppelman : Matty Demaret
- 2004 : Trois enterrements (The Three burials of Melquiades Estrada) de Tommy Lee Jones : Mike Norton
- 2005 : Mr. Ripley et les Ombres (Ripley Under Ground) de Roger Spottiswoode : Tom Ripley
- 2006 : Mémoires de nos pères (Flags of Our Fathers) de Clint Eastwood : Michael Strank
- 2006 : Blackout (Unknown) de Simon Brand
- 2009 : Like Dandelion Dust : Rip Porter
- 2009 : Princess Kaʻiulani : Lorrin Thurston
- 2009 : Sept vies (Seven pounds) de Gabriele Muccino : Dan Morris
- 2010 : Casino Jack de George Hickenlooper : Michael Scanlon
- 2011 : True Grit des frères Coen : Ned Pepper
- 2012 : À la merveille (To the Wonder) de Terrence Malick : le Frère Barry (coupé au montage)
- 2013 : Broken City d'Allen Hughes : Jack Valliant
- 2013 : Infiltré de Ric Roman Waugh : Billy Cooper
- 2013 : Lone Ranger, naissance d'un héros (The Lone Ranger) de Gore Verbinski : Capitaine J. Fuller
- 2014 : Secret d'État (Kill the Messenger) de Michael Cuesta : Russell Dodson
- 2015 : Le Labyrinthe : La Terre brûlée (Maze Runner: Scorch Trials) de Wes Ball : Vince
- 2017 : Monster Cars (Monster Trucks) de Chris Wedge
- 2018 : Le Labyrinthe : Le Remède mortel de Wes Ball : Vince
- 2019 : Crawl d'Alexandre Aja : Dave Keller
- 2019 : Running with the Devil de Jason Cabell : The boss
- 2019 : L'Oiseau bariolé (Nabarvené ptáče) de Václav Marhoul : Mitka
- 2021 : Trigger Point de Brad Turner : Nicolas Brazer
- 2021 : Awake de Mark Raso : Pasteur
- 2023 : La Place du mort (Bring Him to Me) de Luke Sparke : le chauffeur

### Télévision
- 1994 : Highlander (Saison 3 épisode 12) : l'immortel Michael Christian
- 1995 : Sliders : Les Mondes parallèles (Saison 1 épisode 6) : Skidd
- 1995 : Au-delà du réel : l'aventure continue / The Outer Limits (Saison 2 épisode 14 : L'Assaut / The Heist) : Tyson Ruddick
- 1996 : Le Titanic (Titanic) de Robert Lieberman : Harold Bride
- 1996 : Viper (Saison 2 épisode 7) de Danny Bilson : Johnny Hodge
- 2001 : 61* de Billy Crystal : Roger Maris
- 2010 : Quand l'amour ne suffit plus : L'Histoire de Lois Wilson (When Love Is Not Enough: The Lois Wilson Story) : Bill Wilson
- 2011 : Les Kennedy (The Kennedys) de Jon Cassar (série TV) : Bobby Kennedy
- 2023 : Lawmen : L'histoire de Bass Reeves (Lawmen: Bass Reeves) (série TV) : Esau Pierce

### Jeux vidéo
- 2008 : Prototype : Alex Mercer (voix)
- 2009 : Call of Duty: Modern Warfare 2 : Caporal Dunn (voix)

## Voix françaises
En France, Guillaume Lebon et David Krüger sont les voix françaises les plus régulières de Barry Pepper, l'ayant doublé à sept et cinq reprises. 
Au Québec, il est régulièrement doublé par Gilbert Lachance. Patrice Dubois, Daniel Picard et François Sasseville l'ont doublé à deux reprises chacun.
En France
| - Guillaume Lebon dans : - La 25e Heure - Quand l'amour ne suffit plus : L'Histoire de Lois Wilson (téléfilm) - Broken City - Le Labyrinthe : La Terre brûlée - Monster Cars - Le Labyrinthe : Le Remède mortel - Crawl - David Krüger dans : - True Grit - Infiltré - Lone Ranger, naissance d'un héros - Secret d'État - Lawmen : L'Histoire de Bass Reeves (mini-série) | - Patrick Borg dans : - Tempête de feu - Ennemi d'État - Axel Kiener dans : - Mr Ripley et les Ombres - Sept Vies Et aussi - Emmanuel Garijo dans Il faut sauver le soldat Ryan - Rémi Bichet dans La Ligne verte - Arnaud Arbessier dans Battlefield Earth - Jean-Philippe Puymartin dans Les Hommes de main - Jean-Christophe Dollé dans Trois Enterrements - Éric Etcheverry dans Mémoires de nos pères - Michaël Cermeno dans Trigger Point (en) - Michelangelo Marchese dans La Place du mort |

Au Québec
| - Gilbert Lachance dans : - Terre, champ de bataille - Nous étions soldats - Les Hommes de main - Sept Vies - Like Dandelion Dust (en) - Casino Jack - L'infiltrateur - L'Épreuve : La Terre brûlée - L'Épreuve : Le Remède mortel - Terreur dans la tempête - Patrice Dubois dans : - Le Détour - Inconnus - Daniel Picard dans : - Ennemi de l'État - La Ligne verte | - François Sasseville dans : - Les Kennedy (mini-série) - Monstre sur roues Et aussi - Philippe Martin dans Emprise sur la ville - Marc Bellier dans The Lone Ranger : Le Justicier masqué |